# Кап-д’Ай
Кап-д’Ай (фр. Cap-d'Ail, итал. Capodaglio либо Capo d'Aglio) — коммуна на юго-востоке Франции в регионе Прованс — Альпы — Лазурный берег, департамент Приморские Альпы, округ Ницца, кантон Босолей. До марта 2015 года коммуна административно входила в состав упразднённого кантона Вильфранш-сюр-Мер (округ Ницца). Коммуна граничит с карликовым государством Монако. Происхождение названия связывают с французским словом — пчела; на гербе коммуны представлены три золотые пчелы вокруг замковой башни.
Площадь коммуны — 2,04 км², население — 4887 человек (2006) с тенденцией к стабилизации: 4741 человек (2012), плотность населения — 2324,0 чел/км².

## Население
Население коммуны в 2011 году составляло — 4877 человек, а в 2012 году — 4741 человек.
| 1962 | 1968 | 1975 | 1982 | 1990 | 1999 | 2006 | 2008 | 2011 | 2012 |
| ---- | ---- | ---- | ---- | ---- | ---- | ---- | ---- | ---- | ---- |
| 3541 | 4200 | 4282 | 4402 | 4859 | 4532 | 4887 | 4997 | 4877 | 4741 |

Динамика численности населения:

## Экономика
В 2010 году из 3224 человек трудоспособного возраста (от 15 до 64 лет) 2431 были экономически активными, 793 — неактивными (показатель активности 75,4 %, в 1999 году — 73,5 %). Из 2431 активных трудоспособных жителей работали 2244 человека (1203 мужчины и 1041 женщина), 187 числились безработными (80 мужчин и 107 женщин). Среди 793 трудоспособных неактивных граждан 285 были учениками либо студентами, 195 — пенсионерами, а ещё 313 — были неактивны в силу других причин.
На протяжении 2010 года в коммуне числилось 2095 облагаемых налогом домохозяйств, в которых проживало 4433,0 человека. При этом медиана доходов составила 22 тысячи 589 евро на одного налогоплательщика.

## Известные люди
- 12 (25) марта 1920 года эмигрировавшая из России семья Матильды Кшесинской прибыла в Кап-д’Ай, где балерине принадлежала вилла[11].